# High-Level Data Link Control
High-Level Data Link Control (HDLC, controllo collegamento dati ad alto livello) è un protocollo di rete del livello data link.
Si tratta di un protocollo a riempimento di bit e usa la tecnica del bit stuffing (inserimento di zeri aggiuntivi) per evitare che le sequenze di terminazione compaiano all'interno dei frame.
Gli standard ISO originali erano:
- ISO 0009 — Struttura dei frame
- ISO 4335
- ISO 6159
- ISO 6256

Lo standard attuale è ISO 13239, che rimpiazza tutti questi.
HDLC può utilizzare o meno la modalità connessa. Può essere usato per connessioni multipunto, ma attualmente è usato quasi esclusivamente per collegare due dispositivi, usando la ABM (Asynchronous Balanced Mode). Le altre modalità disponibili sono NRM (Normal Response Mode) e ARM (Asynchronous Response Mode).

## Storia
HDLC è basato sul protocollo SDLC dell'IBM, che è un protocollo di livello 2 proprietario.
Fu inglobato nella pila di protocolli X.25 come LAPB, nel protocollo V.42 come LAPM, nella pila Frame Relay come LAPF e nella pila ISDN come LAPD.
Adesso è la base per il meccanismo di framing usato con il protocollo Point-to-Point Protocol nelle linee sincrone, essendo usato da molti server per connettersi a una WAN (in genere Internet).
Una versione un po' diversa è usata anche come canale di controllo per le linee telefoniche E-carrier (E1) e SONET.
Alcuni produttori, come Cisco, hanno implementato protocolli come Cisco HDLC che usavano le tecniche per il framing HDLC a basso livello ma non usavano l'intestazione standard HDLC.

## Framing
I frame dati HDLC possono essere trasmessi attraverso collegamenti sincroni o asincroni. Questi collegamenti non possono determinare l'inizio o la fine di un frame, quindi questo deve essere fatto. In questo caso viene usato un delimitatore (o flag), che è una sequenza di bit che non potrà mai apparire nel resto del frame. Questa sequenza è '01111110', cioè in esadecimale '7E'. Ogni frame inizia e finisce con essa.
Quando non sta venendo trasmesso nessun frame, viene trasmesso continuamente un delimitatore. Usando lo standard NRZI per codificare gli stati logici in livelli di tensione (bit 0 = cambiamento, bit 1 = mantenuto il valore precedente), si genera una sequenza continua di bit:
```
 0 1 1 1 1 1 1 0 0 1 1 1 1 1 1 0 0 1 1 1 1 1 1 0 0 1 1 1 1 1 1 0
  _____________   _____________   _____________   _____________
_/             \_/             \_/             \_/             \
```

Questo viene usato dai modem per sincronizzarsi attraverso circuiti Phase-locked loop.
Nella pratica, nei dati da spedire può comparire facilmente la sequenza usata come delimitatore e bisogna quindi trasmetterla in modo da non spedirla come delimitatore.
Nei collegamenti sincroni, il problema è risolto con il bit stuffing. Il trasmettitore fa in modo che ogni sequenza di cinque bit a 1 vicini sia seguita da uno 0. È un semplice circuito digitale ad inserire lo 0.
Il ricevente, conoscendo questo sistema, toglierà automaticamente i bit 0 aggiunti. In questo modo, se viene ricevuto il flag, avrà 6 bit 1 consecutivi. Il ricevente vedrà 6 bit a 1 e capirà che è un flag — altrimenti il sesto bit sarebbe stato a 0.
Questo (sempre considerando la codifica NRZI) garantisce una transizione almeno ogni 6 periodi di trasmissione, in modo da mantenere il sincronismo con il trasmittente.
I collegamenti asincroni che usano la porta seriale o una UART mandano i bit a gruppi di 8. Non possiedono circuiti per inserire altri bit. Usano invece il byte stuffing (o "octet stuffing"). L'ottetto che delimita i frame è 01111110 (in esadecimale 7E). Un ottetto "control escape" è formato dalla sequenza '01111101' (in esadecimale 7D). Un ottetto di questo tipo viene mandato prima di ogni byte uguale a sé stesso o al flag. Il byte successivo avrà il bit 5 invertito (contando da destra a sinistra e partendo da 0). Ad esempio, la sequenza dati '01111110' (in esadecimale 7E) verrebbe trasmessa come "01111101 01011110" (in esadecimale "7D 5E").

## Struttura
Il contenuto di un frame HDLC, compreso il flag, è:
| Flag  | Indirizzo | Controllo  | Dati                                             | FCS         | Flag  |
| ----- | --------- | ---------- | ------------------------------------------------ | ----------- | ----- |
| 8 bit | 8 bit     | 8 o 16 bit | Lunghezza variabile, 0 o più bit a multipli di 8 | 16 o 32 bit | 8 bit |

Bisogna stare attenti al fatto che il flag di fine di un frame può essere anche l'inizio del successivo.
I dati arrivano a gruppi di 8 bit. I sistemi telefonici o telegrafici organizzavano il mezzo di trasmissione per spedire 8 bit alla volta, e HDLC adatta semplicemente questo all'invio di dati binari.
L'FCS (Frame Check Sequence) è una versione più sofisticata dei bit di parità. Questo campo contiene i risultati di un calcolo binario sui bit che compongono i tre campi precedenti. Questo viene fatto per rilevare errori di trasmissione (bit persi, errati o in più) in modo da poter scartare il frame in ricezione se viene rilevato un errore. È a causa di questo metodo di controllo degli errori che possono esserci limiti massimi nelle dimensioni del campo dati. Più lunga diventa la zona dati, più difficile sarà garantire il rilevamento di errori di trasmissione. L'FCS è a 16 (CRC-CCITT) o 32 (CRC-32) bit.
Quando fu creato HDLC, venivano prodotti mezzi trasmissivi per le linee telefoniche, che avevano bisogno di un tasso di errore minore di {\displaystyle 10^{-5}} (errori/bit). Invece, i dati spediti dai PC, necessitano di maggior precisione, minore di {\displaystyle 10^{-12}}. Attraverso l'FCS si possono controllare i dati. Se sono corretti, viene spedito un pacchetto di conferma (ACKnowledge) a chi aveva trasmesso in modo da permettergli di spedire il prossimo frame. Altrimenti il ricevente manda una conferma negativa (Negative ACKnowledge) o, più semplicemente, scarta il frame.
Se manda il NACK ed esso arriva a chi aveva trasmesso, può essere spedito un altro frame; altrimenti, dopo un certo tempo scadrà un timer del trasmettitore (che aveva fatto partire appena dopo aver spedito il frame) e il frame verrà ritrasmesso.
Le reti ottiche moderne hanno affidabilità molto migliore di {\displaystyle 10^{-5}} (errori/bit), e ciò rende HDLC ancora più affidabile.

## Tipi di stazioni (Computer) e modi di trasmissione dati
I tipi di stazioni sono 3:
- Terminale primario: è responsabile delle operazioni di controllo sul collegamento. Manda i frame di controllo (comandi).
- Terminale secondario: lavora sotto il controllo di quello primario. Spedisce solo pacchetti di risposta. Il primario è collegato ai secondari attraverso collegamenti logici multipli.
- Terminale combinato: ha le caratteristiche di entrambi i terminali sopra. Spedisce sia comandi sia risposte.

Questa classificazione contraddistingue tre modalità di funzionamento:
- ABM (Asynchronous Balanced Mode): in cui interagiscono terminali combinati.
- NRM (Normal Response Mode): in cui un terminale primario inizia a trasmettere e il secondario risponde se interpellato.
- ARM (Asynchronous Response Mode): fondamentalmente come l'NRM, con la differenza che un terminale secondario può trasmettere anche senza l'autorizzazione di un terminale primario.

## Operazioni HDLC e tipi di frame

### Frame 'I' (dati)
I frame 'I' sono usati per trasportare i dati dal livello di rete. In aggiunta possono anche comprendere informazioni per il controllo di flusso e degli errori insieme ai dati (Piggybacking). Per queste funzioni vengono usati i sottocampi del campo di controllo.
- Campo di controllo dei frame 'I'

| 0     | Manda il numero di sequenza N(S) | Poll/Final | Ricevi numero di sequenza N(R) |
| ----- | -------------------------------- | ---------- | ------------------------------ |
| 1 bit | 3 o 7 bit                        | 1 bit      | 3 o 7 bit                      |

Il primo campo definisce il tipo. '0' indica un frame 'I'.
N(S) indica il numero di sequenza del frame spedito. 3 bit possono indicare valori da 0 a 7, ma nel formato esteso (in cui il campo di controllo è di 2 byte) è usato un intervallo più grande.
Il campo Poll/Final è un solo bit con due utilizzi. È chiamato Poll se viene usato dalla stazione primaria per chiedere una risposta alle stazioni secondarie, invece Final quando viene usato da una stazione secondaria per indicare una risposta al termine della trasmissione. Ha significato
solo se impostato a 1.
- In NRM il terminale primario imposta il bit Poll. Il secondario imposta il bit Final nell'ultimo frame I di una risposta.
- In ARM e ABM, il bit Poll/Final è usato per forzare una risposta.

## Frame 'S' (controllo)
I frame di supervisione sono usati per controllo degli errori e di flusso, quando il piggybacking è impossibile o inappropriato, ad esempio quando il campo primario deve mandare solo comandi, risposte o conferme (non dati). I frame 'S' non hanno campi dati.
- Campo di controllo dei frame S

Può essere a 8 o 16 bit
| 10    | Send sequence no N(S) | Poll/Final | Receive sequence no N(R) |
| ----- | --------------------- | ---------- | ------------------------ |
| 2 bit | 2 bit                 | 1 bit      | 3 bit                    |

| 10     | Code   | 0000   | Poll/Final | Receive sequence no N(R) |
| ------ | ------ | ------ | ---------- | ------------------------ |
| 2 bits | 2 bits | 4 bits | 1 bits     | 7 bits                   |

I primi 2 bit ('10') indicano che è un frame S